# گیلورد هتلز
گیلورد هتلز (انگلیسی: Gaylord Hotels) شرکت مهمان‌نوازی آمریکایی است، که در سال ۱۹۷۷ تأسیس شد.